# 桜京子
桜 京子（さくら　きょうこ、8月4日 - ）は、東京都出身の司会者。血液型はA型。

## 人物
- テレビ朝日の番組『『ぷっ』すま』で、ビビリ劇団の一人として出演している。
- テレビ埼玉の番組マガドルTVではテーマソング「Whith You」が採用され、番組レギュラーを務める。
- テレビ埼玉の番組先駆け情報新聞社では、クールポコ、さかもと聖朋と共にレギュラーMCを務める。
- グラビアアイドルもできるスタイルに演技力を生かした女優の仕事もするためグラドル女優ともカテゴライズされる。
- ニックネームは「きょーたん」
- 本人によれば、「きょーたんの気は意外と変わりやすくない」という。
- ドラゴンボール好きで有名。

## 出演

### テレビ
- 『ぷっ』すま（テレビ朝日）
- 2ndハウス（テレビ東京）
- くりぃむしちゅーのたりらリラ〜ン （日本テレビ）
- マガドルTV　テレ玉（テレビ埼玉）
- レスキューホース第9話（テレビ東京）
- つくばテレビ アイドルパーク（エンタ371）
- 先駆け情報新聞社）テレ玉（テレビ埼玉）
- アリなし　グラビアアイドルバトルロワイヤル（テレビ東京）

### 映画
- 工業哀歌バレーボーイズ THE MOVIE（2008年）
- X-MENシリーズウルヴァリン:SAMURAI（2013年）

### インターネットテレビ
- 三菱商事フューチャーズ証券 Trader's Room（2008年4月 - ） - レギュラーアンカー
- DMM.com DMMライブトーク「さくらちゃんねる」（2011年11月 - 2014年3月）
- DeNA SHOWROOM「さくらちゃんねる」（2014年4月 - ）

### ミスコン
- 全東京写真連盟 2004年度　準ミスフォトジェニック

### 雑誌
- 講談社 TOKYO1週間
- 講談社 ディズニーNAVI
- 講談社 ディズニーFAN
- KKベストセラーズ GRAPHY
- 角川書店 ChouChou

### DVD
- ビーエムドットスリー 「KYOKO　SAKURA」
- HEAT BOX
- アイドルビデオマガジン「マガドル」vol.3&vol.4